# Honda CBR 1000RR
La Honda CBR 1000RR è una motocicletta prodotta dalla casa motociclistica giapponese Honda a partire dal 2004.
Eredita il soprannome (o quello che è la parte conclusiva del suo nome) Fireblade dalla Honda CBR 900RR Fireblade, nota per la sua agilità e per la sua prontezza di motore, rispetto alle vecchie 1000. Il nome Fireblade contraddistingue la moto sportiva di punta della produzione Honda.

## Il contesto
La CBR 1000 RR è considerata la più grande tra le tre sorelle CBR. La 1000 è molto più stretta con la 600, in quanto sono tutte e due moto sportive. La 125 rimane un po' indietro dal punto di vista delle prestazioni, cosa alquanto aspettata in quanto la dimensione del motore non è neanche lontanamente paragonabile a quella delle più grandi. La CBR 1000 si ritrova in versione molto simile nelle varie competizioni Superbike. Si può considerare la Yamaha R1, l'altra giapponese sportiva, come diretta concorrente della 1000, senza trascurare la Kawasaki Ninja ZX-10R e la Suzuki GSX-R 1000.

## Storia

### Radici sportive
La maggior parte delle nuove tecnologie applicate alla Honda CBR 600RR, la diretta discendente della RC211V, sono state applicate alla CBR 1000RR, come la sospensione posteriore (unità Pro-Link) e il DSFI (Dual Stage Fuel Injection System, cioè sistema d'iniezione del carburante a due fasi).

### 2004

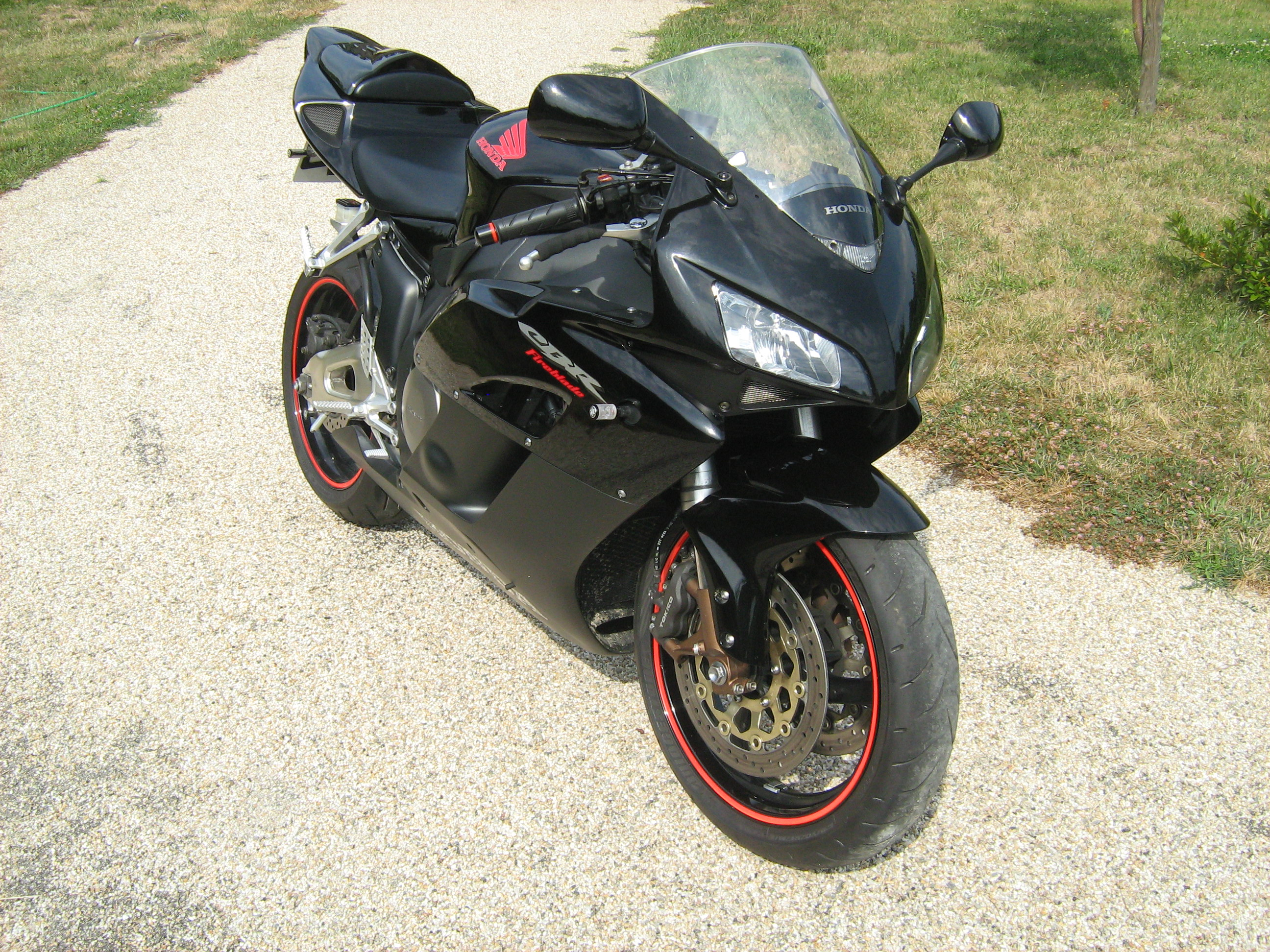
Honda CBR 1000 RR Fireblade del 2005

La CBR 1000 è la diretta erede della 954. Il compatto 998 cm³ quattro cilindri in linea, è stato disegnato da zero, con un cambio sequenziale a sei rapporti ispirato alla pista, il nuovo airbox è controllato da una centralina elettronica e lo scarico centrale rialzato è dotato di una nuova valvola a farfalla controllata elettronicamente. Il telaio è completamente rinnovato, ridisegnato e alcune parti sono state realizzate in alluminio. All'anteriore troviamo una forcella a steli rovesciati e al posteriore l'Unità Pro-Link, due pinze radiali per i freni anteriori. In più, il HESD (inglese, Honda Electronic Steering Damper) è stato introdotto: un sistema che ha migliorato drasticamente la stabilità e ha eliminato quasi completamente le vibrazioni dello sterzo, perché si regola automaticamente in funzione della velocità.
Un braccio più lungo è stato adottato per il posteriore per una migliore trazione in accelerazione e un'azione più progressiva della sospensione rispetto alla versione 954. Per creare lo spazio a questo braccio, gli ingegneri hanno posizionato l'albero a gomiti, l'albero di trasmissione e l'albero secondario in una configurazione triangolare; con l'albero secondario posizionato sotto a quello di trasmissione, il motore si è accorciato. Questa configurazione è stata introdotta la prima volta dalla Yamaha con la Yamaha YZF-R1 del 1998 e ha ispirato le altre supersportive negli anni successivi.
Il posizionamento del motore più avanti rispetto alla 954 nel telaio ha migliorato il bilanciamento dei pesi. Comunque, questo sistema ha avuto come conseguenza un minore spazio tra la ruota anteriore e il motore, quindi scarsità di spazio per un radiatore di grandi dimensioni. Gli ingegneri hanno risolto questo problema inclinando i cilindri di 28 gradi e muovendo il filtro dell'olio dal suo posizionamento frontale della 954 a un nuovo posizionamento laterale nella 1000. Questo ha consentito allo scarico centrale rialzato della 1000 di trovare spazio molto vicino al motore che ha fatto spazio a un grande radiatore stile MotoGP che consente un raffreddamento del 40% in più rispetto a quello della 954.
Il motore è stato realizzato cercando di migliorare l'agilità della moto (quindi più leggero possibile), ma anche cercando di aumentare i valori di potenza e coppia. Visto che il motore rappresenta la maggior parte del peso di una moto, deve essere configurato in modo da non essere di intralcio all'agilità. Il sistema sviluppato dalla Honda per la 1000 è quello di centralizzazione della massa, che permette di avere un miglior bilanciamento delle masse tra il posteriore e l'anteriore e quindi l'agilità migliora rispetto alla versione precedente. Il motorino d'avviamento e il cambio sono stati portati sul lato destro del motore per lo stesso motivo. Sulla 1000 si introduce un sistema di bilanciamento che elimina le vibrazioni secondarie del motore e, anch'esso è posizionato vicino al baricentro del motore. Il serbatoio della 1000 è stato accorciato e reso più profondo in modo da avvicinare maggiormente il pilota allo sterzo rispetto alla 954. Per aumentare l'agilità, gli ingegneri hanno alleggerito il più possibile i pezzi distanti dal baricentro.
Il modello 2005 ha ereditato praticamente tutto da quello 2004, sono cambiate solo le combinazioni di colori.

### 2006

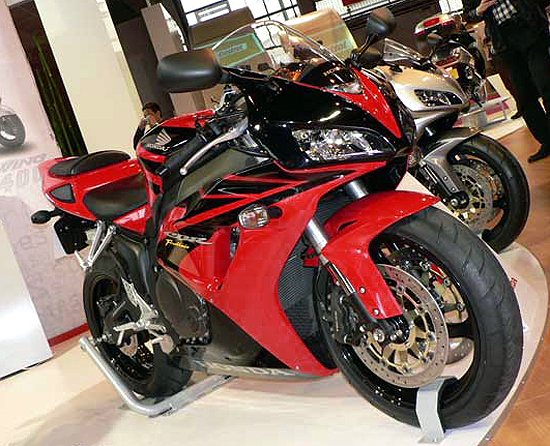
Honda Fireblade CBR1000RR del 2006

La CBR 1000 del 2006 offre una vasta gamma di miglioramenti rispetto alla versione precedente (quali, maggior potenza, miglior controllo e minor peso). Più nello specifico troviamo:
- interasse accorciato di10 mm
- Impianto di scarico rinnovato
- Rapporto di compressione più elevato
- Variazione nei tempi di alzatura delle valvole
- Maggior sollevamento delle valvole di aspirazione
- Doppie molle per le valvole di aspirazione
- Aumentato il regime del massimo
- Nuovo telaio
- Dischi anteriori maggiorati (320 mm)
- Sospensioni anteriori rielaborate
- Sospensioni posteriori rielaborate con nuovo rapporto di collegamento
- Braccio posteriore più leggero
- Frontale e cupolino ridisegnati

Il modello 2007 ha ereditato quasi tutto dal 2006. Il braccio posteriore in alluminio è stato reso nero e la moto è offerta con quattro nuovi colori: Graphite Black (nero con striature grigio scure), Winning Red (rosso con striature nere), Tricolour (bianco, blu e rosso) e Repsol Replica (colori della MotoGP).

### 2008

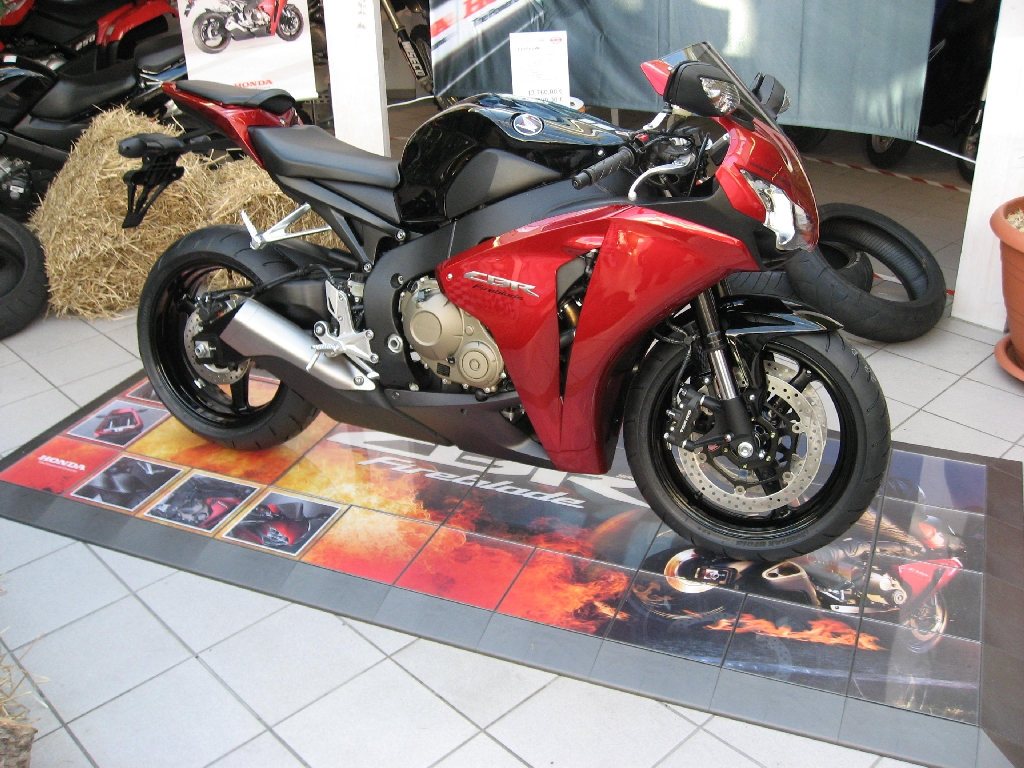
Una CBR1000R Fireblade del 2008

Una nuova CBR 1000 è stata introdotta al Motorshow di Parigi il 20 settembre 2007: il nuovo modello 2008 comprende alcune innovazioni quali il rinnovamento del motore (da 998 a 999 cm³) che ha un regime del massimo a 13.000 rpm (inglese, revolutions per minute ovvero rivoluzioni per minuto dell'albero motore). Il propulsore è equipaggiato con nuove valvole al titanio. Il blocco cilindri è stato ridisegnato, la configurazione della testata è cambiata e il basamento è dotato di pistoni più leggeri. Una nuova centralina elettronica opera su carburante e aria allo stesso tempo e spedisce ambedue nella camera di scoppio con un rapporto di compressione di 12,3:1. L'aria entra da un Airbox maggiorato collocato sotto i proiettori. La Honda afferma che la potenza erogata a 12.000 giri/min è di almeno 178 CV (131 kw).
Per questa versione, la Honda si è concentrata a diminuire il peso complessivo della moto. Il telaio pressofuso, più leggero e più stretto, è stato realizzato usando una nuova tecnica che permette di saldare in soli quattro punti. Quasi tutte le parti della moto sono state ridisegnate per la riduzione del peso, anche le ruote, le pedane, i tubi dei freni, i rotori dei freni e la batteria.
Per aumentare la stabilità in frenata, è stata introdotta una Frizione antisaltellamento. Il HESD (inglese, Honda Electronic Steering Damper) è stato rivisto per migliorare le prestazioni della sterzata. Una nuova modifica radicale è quella attuata all'impianto di scarico, che non è più il solito centrale rialzato. La nuova CBR adesso monta uno scarico laterale in modo da aumentare la centralizzazione della massa e, nello stesso tempo, richiamare lo stile MotoGP.

### 2009
Il 5 settembre 2008, la Honda ha pubblicato i dettagli della nuova versione 2009. La moto rimarrà pressoché immutata, parlando in termini di motore, carrozzeria e prestazioni, però verrà introdotto il nuovo "ABS Combinato" (C-ABS) a richiesta.

### 2013

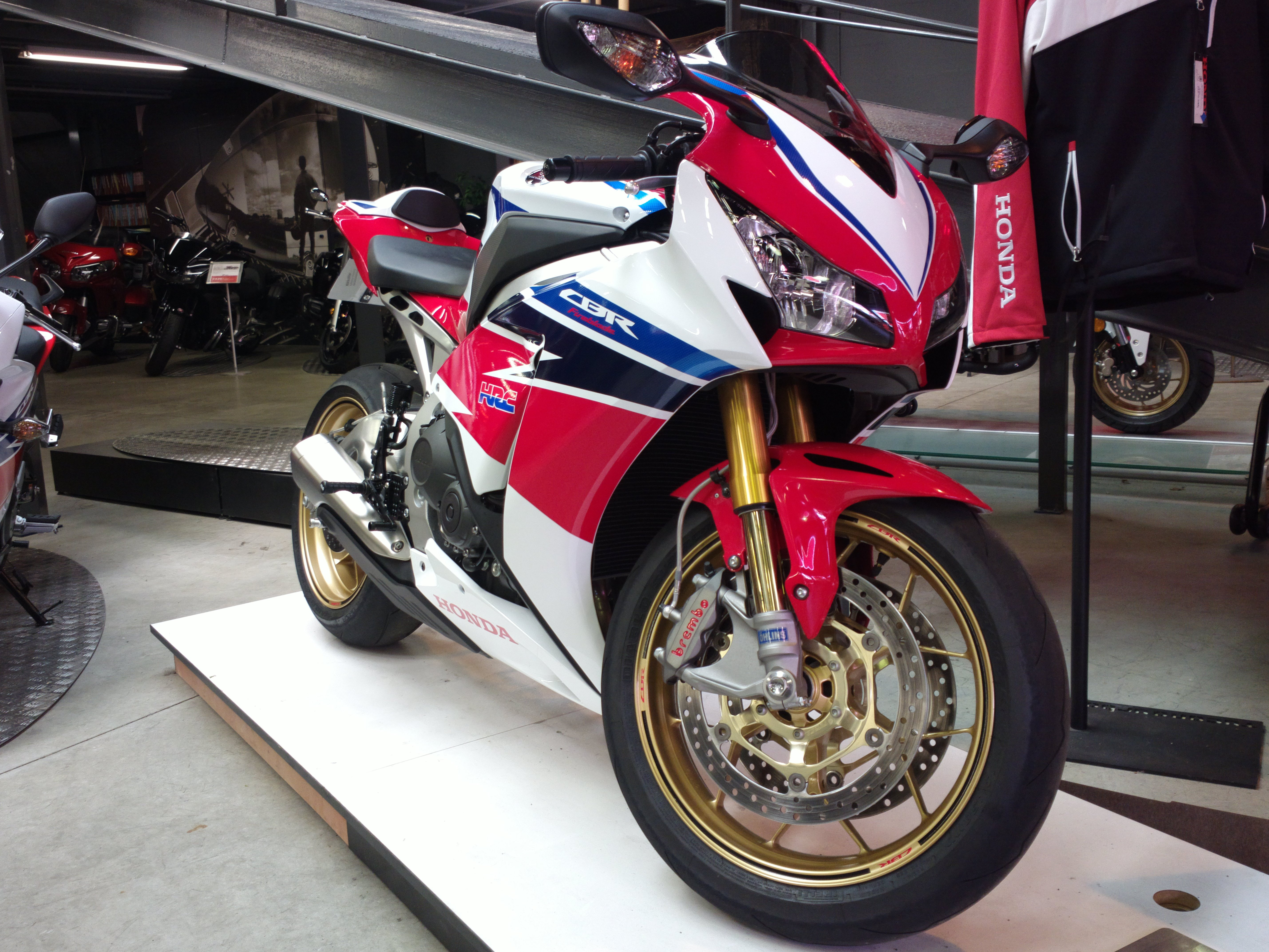
CBR1000RR Fireblade SP del 2013

Nel 2013 viene presentata l'evoluzione ulteriore della Fireblade, con aggiornamenti di motore ed estetici sul modello di base. La grande novità è la presentazione di un modello "gemello" con allestimento più estremo, la CBR 1000 RR Fireblade SP.
La versione SP (Sport Production) differisce dal modello base nel telaio, che nella versione SP è irrigidito nelle zone dell'attacco del forcellone. La dotazione standard inoltre comprende sospensioni Ohlins, con forcella NIX30 con steli da 43 mm e monoammortizzatore TTX36.

## Caratteristiche tecniche
| Caratteristiche tecniche - Honda CBR 1000RR                                 | Caratteristiche tecniche - Honda CBR 1000RR | Caratteristiche tecniche - Honda CBR 1000RR | Caratteristiche tecniche - Honda CBR 1000RR | Caratteristiche tecniche - Honda CBR 1000RR | Caratteristiche tecniche - Honda CBR 1000RR |
| --------------------------------------------------------------------------- | --- | --- | --- | --- | --- |
|                                                                             | | | | | |
| Dimensioni e pesi                                                           | | | | | |
| Ingombri (lungh.×largh.×alt.)                                               | 2080 × 685 × 1130 mm | 2080 × 685 × 1130 mm | 2080 × 685 × 1130 mm | 2080 × 685 × 1130 mm | 2080 × 685 × 1130 mm |
| Altezze                                                                     | Sella: 820 mm - Minima da terra: 130 mm | Sella: 820 mm - Minima da terra: 130 mm | Sella: 820 mm - Minima da terra: 130 mm | Sella: 820 mm - Minima da terra: 130 mm | Sella: 820 mm - Minima da terra: 130 mm |
| Interasse: 1410 mm                                                          | Interasse: 1410 mm | Massa a vuoto: | Massa a vuoto: | Serbatoio: 17,7 l | Serbatoio: 17,7 l |
| Meccanica                                                                   | | | | | |
| Tipo motore: Quadricilindrico a 4 tempi                                     | Tipo motore: Quadricilindrico a 4 tempi | Tipo motore: Quadricilindrico a 4 tempi | Tipo motore: Quadricilindrico a 4 tempi | Raffreddamento: a liquido | Raffreddamento: a liquido |
| Cilindrata                                                                  | 999,8 cm³ (Alesaggio 76 × Corsa 55,1 mm) | 999,8 cm³ (Alesaggio 76 × Corsa 55,1 mm) | 999,8 cm³ (Alesaggio 76 × Corsa 55,1 mm) | 999,8 cm³ (Alesaggio 76 × Corsa 55,1 mm) | 999,8 cm³ (Alesaggio 76 × Corsa 55,1 mm) |
| Distribuzione: DOHC 16 valvole                                              | Distribuzione: DOHC 16 valvole | Distribuzione: DOHC 16 valvole | Alimentazione: PGM-DSFI (Iniezione elettronica) | Alimentazione: PGM-DSFI (Iniezione elettronica) | Alimentazione: PGM-DSFI (Iniezione elettronica) |
| Potenza: 130,7 kW (170 Cv) a 12.000 rpm; Coppia motrice 112 N·m a 8.500 rpm | Potenza: 130,7 kW (170 Cv) a 12.000 rpm; Coppia motrice 112 N·m a 8.500 rpm | Coppia: | Coppia: | Rapporto di compressione: | Rapporto di compressione: |
| Frizione: Idraulica multidisco lubrificata con molle a diaframma            | Frizione: Idraulica multidisco lubrificata con molle a diaframma | Frizione: Idraulica multidisco lubrificata con molle a diaframma | Cambio: sequenziale a 6 marce (sempre in presa) | Cambio: sequenziale a 6 marce (sempre in presa) | Cambio: sequenziale a 6 marce (sempre in presa) |
| Accensione                                                                  | Digitale transistorizzata (computerizzata) con anticipo elettronico | Digitale transistorizzata (computerizzata) con anticipo elettronico | Digitale transistorizzata (computerizzata) con anticipo elettronico | Digitale transistorizzata (computerizzata) con anticipo elettronico | Digitale transistorizzata (computerizzata) con anticipo elettronico |
| Trasmissione                                                                | a catena sigillata con "O-ring" | a catena sigillata con "O-ring" | a catena sigillata con "O-ring" | a catena sigillata con "O-ring" | a catena sigillata con "O-ring" |
| Avviamento                                                                  | elettrico | elettrico | elettrico | elettrico | elettrico |
| Ciclistica                                                                  | | | | | |
| Telaio                                                                      | Doppia trave in alluminio composito (a diamante) | Doppia trave in alluminio composito (a diamante) | Doppia trave in alluminio composito (a diamante) | Doppia trave in alluminio composito (a diamante) | Doppia trave in alluminio composito (a diamante) |
| Sospensioni                                                                 | Anteriore: forcella telescopica rovesciata HMAS da 43 mm (cartuccia con regolazione micrometrica), escursione 120 mm / Posteriore: unità Pro Link con ammortizzatore caricato a gas HMAS, 13 regolazioni del precarico (regolazione micrometrica della compressione e del ritorno), escursione 135 mm | Anteriore: forcella telescopica rovesciata HMAS da 43 mm (cartuccia con regolazione micrometrica), escursione 120 mm / Posteriore: unità Pro Link con ammortizzatore caricato a gas HMAS, 13 regolazioni del precarico (regolazione micrometrica della compressione e del ritorno), escursione 135 mm | Anteriore: forcella telescopica rovesciata HMAS da 43 mm (cartuccia con regolazione micrometrica), escursione 120 mm / Posteriore: unità Pro Link con ammortizzatore caricato a gas HMAS, 13 regolazioni del precarico (regolazione micrometrica della compressione e del ritorno), escursione 135 mm | Anteriore: forcella telescopica rovesciata HMAS da 43 mm (cartuccia con regolazione micrometrica), escursione 120 mm / Posteriore: unità Pro Link con ammortizzatore caricato a gas HMAS, 13 regolazioni del precarico (regolazione micrometrica della compressione e del ritorno), escursione 135 mm | Anteriore: forcella telescopica rovesciata HMAS da 43 mm (cartuccia con regolazione micrometrica), escursione 120 mm / Posteriore: unità Pro Link con ammortizzatore caricato a gas HMAS, 13 regolazioni del precarico (regolazione micrometrica della compressione e del ritorno), escursione 135 mm |
| Freni                                                                       | Anteriore: doppio disco idraulico da 320 mm (pinze a 4 pistoncini con attacco radiale), pastiglie in metallo sinterizzato / Posteriore: disco singolo idraulico da 220 mm (pinza a pistoncino singolo), pastiglie in metallo sinterizzato                                                             | Anteriore: doppio disco idraulico da 320 mm (pinze a 4 pistoncini con attacco radiale), pastiglie in metallo sinterizzato / Posteriore: disco singolo idraulico da 220 mm (pinza a pistoncino singolo), pastiglie in metallo sinterizzato                                                             | Anteriore: doppio disco idraulico da 320 mm (pinze a 4 pistoncini con attacco radiale), pastiglie in metallo sinterizzato / Posteriore: disco singolo idraulico da 220 mm (pinza a pistoncino singolo), pastiglie in metallo sinterizzato                                                             | Anteriore: doppio disco idraulico da 320 mm (pinze a 4 pistoncini con attacco radiale), pastiglie in metallo sinterizzato / Posteriore: disco singolo idraulico da 220 mm (pinza a pistoncino singolo), pastiglie in metallo sinterizzato                                                             | Anteriore: doppio disco idraulico da 320 mm (pinze a 4 pistoncini con attacco radiale), pastiglie in metallo sinterizzato / Posteriore: disco singolo idraulico da 220 mm (pinza a pistoncino singolo), pastiglie in metallo sinterizzato                                                             |
| Pneumatici                                                                  | anteriore da 120/70 ZR17; posteriore da 190/50 ZR17 | anteriore da 120/70 ZR17; posteriore da 190/50 ZR17 | anteriore da 120/70 ZR17; posteriore da 190/50 ZR17 | anteriore da 120/70 ZR17; posteriore da 190/50 ZR17 | anteriore da 120/70 ZR17; posteriore da 190/50 ZR17 |
| Fonte dei dati:                                                             | | | | | |